# 白石凌海
白石 凌海（しらいし りょうかい、1948年-）は、真言宗豊山派の僧侶（群馬県東吾妻町正泉寺住職）、仏教学者（Ph.D.）。
大正大学大学院博士課程満期退学、デリー大学へ留学、Ph.D.取得。専門はインド哲学、仏教学。

## 著書
- 『Asceticism in Buddhism and Brahmanism』（Institute of Buddhist Studies、1996年）
- 『インド死を生きる』（明石書店、1997年）
- 『ラメーシュのミルク』（ノンブル社、2000年）
- 『インド輪廻に生きる 大沐浴祭』（明石書店、2002年）
- 『仏陀を歩く 誕生から涅槃への道』（講談社選書メチエ、2004年）
- 『仏陀 南伝の旅』（講談社選書メチエ、2010年）
- 『生きる死者　災害と仏教』（ノンブル社、2017年）
- 『維摩経の世界　大乗なる仏教の根源へ』（講談社選書メチエ、2019年）
- 『覚鑁　内観の聖者・即身成仏の実現』（佼成出版社、2021年）

### 翻訳
- ヘンドリック・ファン・デル・フェーレ『即身成仏への情熱 覚鑁上人伝』（高橋尚夫監修、木村秀明共訳、ノンブル社、1998年）
- ヘンドリック・ファン・デル・フェーレ『五輪九字明秘密釈の研究』（ノンブル社、2003年）

### 論文
- CiNii>白石凌海
- INBUDS>白石凌海

## 参考
- 紀伊國屋書店>仏陀 南伝の旅